# An Nam Cộng sản Đảng
An Nam Cộng sản Đảng là một trong ba tổ chức cộng sản tiền thân của Đảng Cộng sản Việt Nam. Hai tổ chức kia là Đông Dương Cộng sản Đảng và Đông Dương Cộng sản Liên đoàn.

## Bối cảnh
Năm 1929, trong nội bộ Hội Việt Nam Cách mạng Thanh niên đã thành lập các chi bộ cộng sản. Một số thành viên cấp tiến, chủ yếu ở Bắc Kỳ muốn thành lập một đảng cộng sản thực sự ở Việt Nam thay thế cho Hội Việt Nam Cách mạng Thanh niên.
Tại Đại hội I HVNCMTN (5-1929), nhóm Bắc Kỳ đề nghị giải tán Hội Việt Nam Cách mạng Thanh niên, thành lập đảng cộng sản. Ý kiến này lập tức bị thành viên Tổng bộ Lâm Đức Thụ (gián điệp của Pháp) phản ứng kịch liệt. Đoàn đại biểu Bắc Kỳ ra về và tiến hành thành lập Đông Dương Cộng sản Đảng, ra sức thu hút các chi bộ Thanh niên.

## Thành lập
Trước ảnh hưởng ngày càng lớn của nhóm Đông Dương, Tổng bộ Thanh niên và Kỳ bộ Nam Kỳ quyết định cải tổ toàn bộ phận còn lại thành tổ chức cộng sản. Các hội viên tiên tiến của Hội ở Trung Quốc và Nam Kì quyết định thành lập An Nam cộng sản Đảng vào ngày 15 tháng 11 năm 1929. Đại hội Thành lập được tổ chức tại phòng 1, lầu 2, nhà số 1 đường Philippini (nay là đường Nguyễn Trung Trực), phường Bến Thành, Quận 1, Thành phố Hồ Chí Minh.
Tuy nhiên thời gian thành lập An Nam Cộng sản Đảng có nhiều nguồn tư liệu ghi khác nhau:
- Kiều Xuân Bá- Lê Mậu Hãn. "Lịch sử Đảng Cộng sản Việt Nam. Nxb Giáo dục. Hà Nội 1994, trang 47.
  - Tháng 8 năm 1929
- Louis Marty. "Góp phần vào Lịch sử của các phong trào chính trị ở Đông Dương" (1933), tập 10- "Đông Dương Cộng sản Đảng". IDEO. Hà Nội, 1933, trang 187.
  - Tháng 9 năm 1929
- Trần Giang. "An Nam Cộng sản Đảng thành lập bao giờ ?". Tạp chí Lịch sử Đảng, số 9, tháng 9-1996, trang 90.
  - Tháng 10 năm 1929
- Trần Văn Giàu. "Giai cấp công nhân Việt Nam". Sự hình thành, phát triển của nó từ giai cấp "tự mình" đến giai cấp "cho mình". Nxb Sự thật. Hà Nội, 1958, trang 462.
  - Mùa thu năm 1929
- Vũ Lân- Phương Hạnh. "Châu Văn Liêm, Bí thư An Nam Cộng sản Đảng". Tạp chí Lịch sử Đảng số 6 tháng 6- 1997. trang 45.
  - Cuối tháng 9 - đầu tháng 10 năm 1929
- Ban nghiên cứu Lịch sử Đảng Trung ương "Những sự kiện Lịch sử Đảng". Tập 1. Nxb Sự thật. Hà Nội 1976, trang 156.
  - Cuối năm 1929
- Ngô Văn Hòa- Dương Kinh Quốc. "Giai cấp công nhân Việt Nam những năm trước khi thành lập Đảng". Nxb Khoa học xã hội, Hà Nội 1978, trang 386.
  - Tháng 11 năm 1929

Thêm vào đó nhiều nguồn tài liệu cho rằng ngày 25 tháng 7 năm 1929 là ngày thành lập An Nam Cộng sản Đảng .
Thực tế tại Nam Kỳ lúc đó nhiều chi bộ An Nam Cộng sản Đảng đã được các đảng viên địa phương thành lập rải rác khắp nơi từ tháng 7 đến tháng 10 năm 1929. Tuy nhiên Ban chỉ đạo lâm thời được thành lập ngày 7 tháng 11 năm 1929, và Ban chấp hành chính thức được thành lập ngày 15 tháng 11 năm 1929. Do đó ngày 15 tháng 11 năm 1929 được xác định là ngày thành lập chính thức.

## Hoạt động và hợp nhất
Tháng 11 năm 1929, Lâm thời chấp ủy (tức Ban chấp hành trung ương lâm thời) của An Nam cộng sản Đảng được thành lập tại Sài Gòn do Châu Văn Liêm làm Bí thư. Ban lâm thời chỉ đạo của Đảng có Châu Vǎn Liêm (tức Việt), Nguyễn Thiệu, Trần Não, Hồ Tùng Mậu, Lê Hồng Sơn, Nguyễn Sĩ Sách.
Từ đó đến trước khi hợp nhất các tổ chức cộng sản ở Việt Nam, An Nam cộng sản Đảng đã có một hệ thống tổ chức vững mạnh và có tổ chức quần chúng rộng khắp ở các tỉnh Nam Kỳ.
Tại Sài Gòn, An Nam cộng sản Đảng đã lập được Tổng công hội Nam Kỳ bao gồm nhiều công hội xí nghiệp, công hội thợ thủ công.
Tháng 2 năm 1930, An Nam Cộng sản Đảng cùng các tổ chức cộng sản khác ở Việt Nam (Đông Dương Cộng sản Đảng, Đông Dương Cộng sản Liên đoàn) được thống nhất lại thành Đảng Cộng sản Việt Nam với Trịnh Đình Cửu là người đứng đầu Ban chấp hành trung ương lâm thời.